# Jüdischer Friedhof (Hajdúdorog)

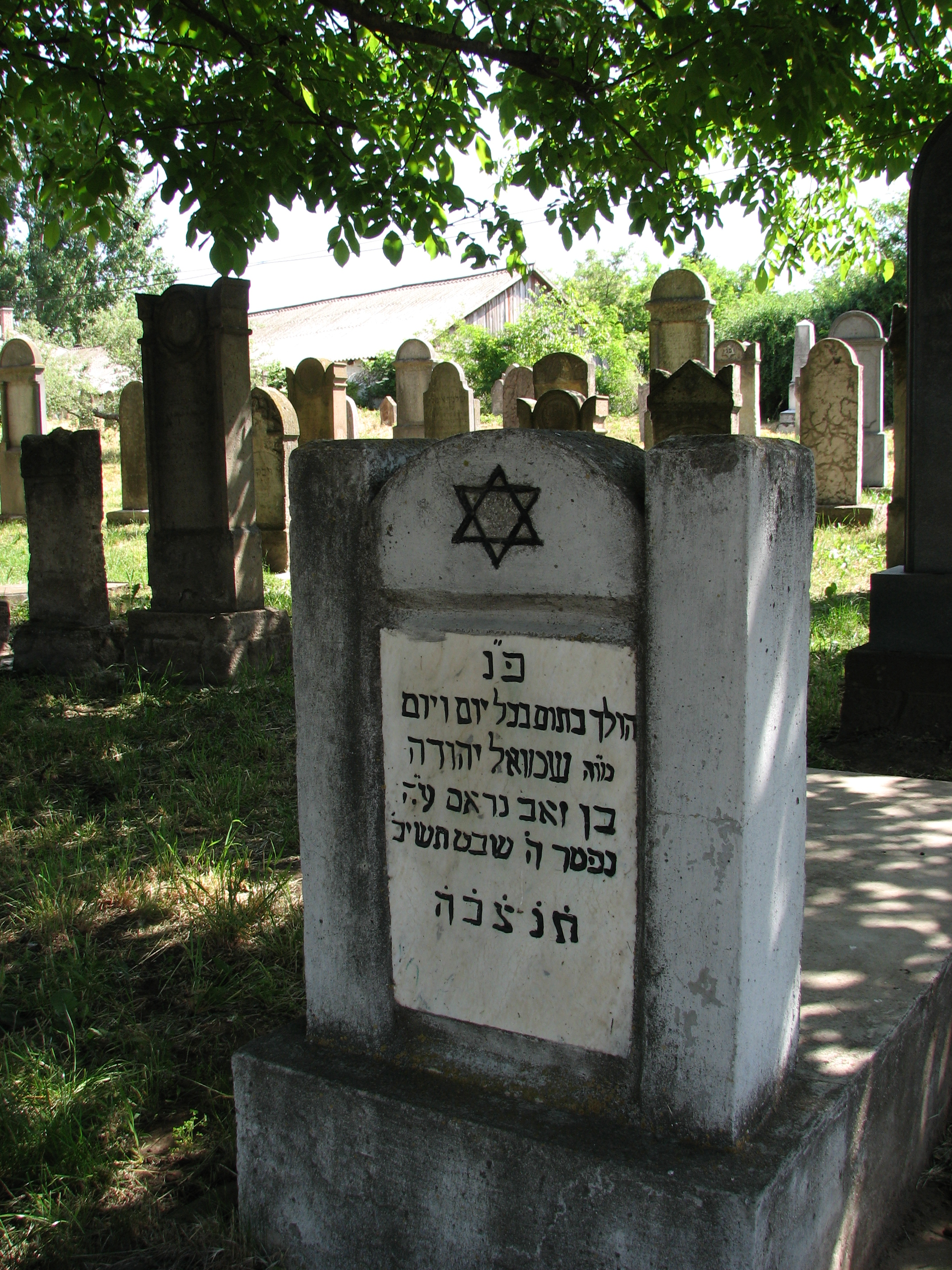
Jüdischer Friedhof in Hajdúdorog

Der Jüdische Friedhof in Hajdúdorog, einer Stadt im Kreis Hajdúböszörmény im Komitat Hajdú-Bihar in Ostungarn, ist gut erhalten und wird gepflegt.
Auf Beschluss der Stadtverwaltung wurde der Friedhof bereits 1963 in städtisches Eigentum übertragen, restauriert und inventarisiert. Es befinden sich 224 Grabsteine auf dem Gelände, davon 143 aus Kunststein, 77 aus Marmor und vier aus Granit. 
Alljährlich treffen sich am 20. Oktober jüdische Besucher am Grab des Rabbiners Samuel Frankel.